# Iglesia Presbiteriana de Old Brick
La Iglesia Presbiteriana de Old Brick es una histórica iglesia presbiteriana ubicada cerca de Muscle Shoals, Alabama, Estados Unidos. El edificio de estilo federal fue construido en 1828 y agregado al Registro Nacional de Lugares Históricos en 1989.